# Вжещина
Вжещина (пол. Wrzeszczyna, нім. Wreschin) — село в Польщі, у гміні Велень Чарнковсько-Тшцянецького повіту Великопольського воєводства.
Населення — 763 особи (2011).
У 1975-1998 роках село належало до Пільського воєводства.

## Демографія
Демографічна структура станом на 31 березня 2011 року:
|          | Загалом | Допрацездатний вік | Працездатний вік | Постпрацездатний вік |
| -------- | ------- | ------------------ | ---------------- | -------------------- |
| Чоловіки | 404     | 93                 | 275              | 36                   |
| Жінки    | 359     | 66                 | 228              | 65                   |
| Разом    | 763     | 159                | 503              | 101                  |